# Kelsie Hendry
Kelsie Hendry, född 29 juni 1982, är en friidrottare från Kanada. Hon deltog vid olympiska sommarspelen 2008.